# Чемпионат мира по шахматам
Чемпионат мира по шахматам — соревнование, имеющее своей целью определить чемпиона мира по шахматам.
Считается, что первый официальный чемпионат мира прошёл в 1886 году, когда состоялся матч между двумя ведущими игроками в Европе и Соединенных Штатах, Вильгельмом Стейницем и Иоганном Цукертортом. С 1886 по 1946 год действующий чемпион устанавливал условия для претендента, который должен был организовать значительный денежный фонд и победить чемпиона в матче, чтобы стать новым чемпионом мира. С 1948 по 1993 год чемпионат был в ведении ФИДЕ, Международной шахматной федерации. В 1993 году чемпион (Гарри Каспаров) отошёл от ФИДЕ, что привело к созданию двух конкурирующих чемпионатов. Параллельные чемпионаты проводились до 2006 года, когда звание было объединено в чемпионате мира по шахматам 2006 года, в котором Владимир Крамник победил чемпиона мира ФИДЕ Веселина Топалова.
В 2007 году Вишванатан Ананд выиграл турнир, проводившийся в виде турнира между восемью сильнейшими шахматистами, и затем успешно защитил свой титул в матчах против экс-чемпиона мира Владимира Крамника на чемпионате мира по шахматам 2008 года, позже против претендента Веселина Топалова в чемпионате мира по шахматам 2010 года, и, наконец, в матче за звание чемпиона мира по шахматам 2012 года против претендента Бориса Гельфанда.
Матч за звание чемпиона мира среди женщин проводится отдельно; также есть отдельные соревнования для различных возрастных групп, в том числе для юниоров (до 20 лет) и синьоров (60 лет для мужчин, 50 — для женщин).
Проводится также чемпионат мира среди компьютерных программ. Компьютерам запрещено бороться за титул в соревнованиях людей.